# Walter Reppe
Walter Julius Reppe (Göringen, 29 luglio 1892 – Heidelberg, 26 luglio 1969) è stato un chimico tedesco noto per il suo contributo allo sviluppo della chimica dell'acetilene.

## Biografia e attività

### Formazione
Reppe cominciò a studiare chimica nel 1911 presso l'Università di Jena, prima di interrompere gli studi a causa dello scoppio della prima guerra mondiale. Successivamente riprese a studiare a Monaco ottenendo il dottorato nel 1920 con una tesi sugli stati di riduzione dei derivati dell'acido nitrico.

### BASF
Nel 1921 Reppe iniziò a lavorare presso il laboratorio della BASF. Dal 1923, lavorò sulla disidratazione della formammide ad acido prussico nell'ambito del laboratorio specializzato sull'indaco, sviluppando un processo applicabile a livello industriale. Nel 1924 abbandonò per 10 anni l'attività di ricerca per dirigere la produzione di solventi e materie plastiche all'interno della divisione indaco. Riprese la sua attività di ricerca nel 1934, prima di diventare un dirigente della IG Farben nel 1937. Nel 1938 fu responsabile del laboratorio principale a Ludwigshafen, e nel 1939 direttore dello stabilimento IG Farben a Ludwigshafen.

### Chimica dell'acetilene
Fu nel 1928 che Reppe iniziò a interessarsi all'acetilene, gas utilizzabile in molte reazioni chimiche. Uno dei maggiori problemi era legato alla elevata esplosività di questo gas e per ragioni di sicurezza alla BASF era vietato utilizzare pressioni superiori a 1,5 bar. Reppe riuscì a realizzare una serie di reazioni condotte ad alta pressione con un metallocarbonile come catalizzatore. Tra queste reazioni, che costituiscono quella che viene comunemente definita "chimica di Reppe", e che sono molto utili per la sintesi di polimeri e materiali di utilizzo quotidiano, figurano:
- La vinilizzazione

- Preparazione di etindioli a partire da aldeidi

- La carbonilazione

- La polimerizzazione ciclica, con produzione ad esempio di benzene e cicloottatetraene.[2]

### Seconda guerra mondiale
Dopo la seconda guerra mondiale, Reppe diresse la ricerca presso la BASF dal 1949 fino al suo ritiro nel 1957. Fu membro del consiglio di sorveglianza dal 1952 al 1966. Nel 1951 fu anche professore presso l'Università di Magonza e nel 1952 presso l'Università tecnica di Darmstadt. Ha ricevuto numerosi premi e onorificenze, tra cui l'Ordine al merito di Germania nel 1952.

## Pubblicazioni
- Nuovi sviluppi nella chimica dell'acetilene e dell'ossido di carbonio: Vinilazione, etinilazione, polimerizzazione con ciclizzazione, carbonilazione. Trad. Giuseppe Licata; Hoepli, Milano, 1952.
- Reppe, W.; Schlichting, O.; Klager, K.; Toepel, T., Cyclisierende Polymerisation von Acetylen I Über Cyclooctatetraen, in Justus Liebigs Ann. Chem., 1948,  pp. 1-93.
- Reppe, W.; Schlichting, O.; Meister, H., Cyclisierende Polymerisation von Acetylen II Über die Kohlenwasserstoffe C10H10 C12H12 Azulen, in Justus Liebigs Ann. Chem., 1948,  pp. 93-104.
- Reppe, W.;  Schweckendiek W. J, Cyclisierende Polymerisation von Acetylen III Benzol, Benzolderivate und hydroaromatische Verbindungen, in Justus Liebigs Ann. Chem., 1948,  pp. 104-116.